# استفانو آرگیلی
استفانو آرگیلی (انگلیسی: Stefano Argilli؛ زادهٔ ۵ ژانویهٔ ۱۹۷۳) بازیکن فوتبال اهل ایتالیا است.
از باشگاه‌هایی که در آن بازی کرده‌است می‌توان به باشگاه فوتبال مودنا، باشگاه فوتبال کرمونزه، باشگاه فوتبال فروزینونه، باشگاه فوتبال روبور سیه‌نا، و باشگاه فوتبال لیورنو اشاره کرد.